# Pataki Gergely
Pataki Gergely plasztikai és égési sebész, illetve sebész szakorvos, orvos-közgazdász és egészségügyi menedzser. A Magyar Érdemrend lovagkeresztje állami kitüntetéssel kitüntetett orvos. A Magyar Rezidens Szövetség volt elnöke (2001-2003). A Cselekvés a Kiszolgáltatottakért Alapítvány alapítója (2002).

## Élete
Dr. Pataki Gergely 1999-ben diplomázott orvosként a Semmelweis Egyetemen. Plasztikai sebész és általános sebész szakorvosi képesítést szerzett. Tanulmányait és szakképzését hazai intézmények mellett több külföldi országban folytatta (Németország, Brazília, Írország, Hollandia, Ausztrália). Díjas demonstrátorként a Semmelweis Egyetem I. sz. Anatómiai, Szövet-és Fejlődéstani Intézetének munkatársa volt; magyar, angol és német nyelvű orvostanhallgatókat oktatott. 2001-ben egészségügyi szakközgazdász és egészségügyi menedzseri képesítést szerez a JATE-n. 2007-2008-ig az Állami Egészségügyi Központ Esztétikai Plasztikai Sebészeti Részlegén, illetve Plasztikai és Égési Részlegén dolgozott. 2008-tól 2010-ig a Szent István Kórház Égés és Plasztikai Sebészeti Osztályán dolgozott, majd a Szent János Kórház Gyermeksebészeti Osztályának plasztikai sebészeti ambulanciáját vezeti, illetve a kórház Ortopéd-Traumatológiai Osztályának plasztikai sebész konzulense. 2010-ben plasztikai sebészeti magánrendelőt alapít Budapesten, amelynek vezető orvosa.

## Közéleti tevékenység
Dr. Pataki Gergely 1999-ben tizedmagával alapította a magyarországi szakorvos-jelöltek meghatározó érdekképviseleti szervezetévé vált Magyar Rezidens Szövetséget. 2001-2003-ig a Magyar Rezidens Szövetség elnöke volt. A szövetség a szakorvosképzés minőségének javításáért, tágabb értelemben az egészségügy rendszer reformjáért küzdött. Vezetése alatt a Szövetség a szakmapolitikai érdekérvényesítés mellett állást foglalt például egyéb a társadalmat érintő problémákban is. Az egészségügy helyzetének javításaként Pataki 2001-ben a Rezidens Szövetség elnökeként az első civil szervezetek között támogatta, a szabad szellemi foglalkozású orvoslás és szakorvosi díjtételek bevezetését, és azóta több nyilatkozatában is felszólalt a hálapénz intézménye ellen.
Dr. Pataki Gergelyt 2001-ben – addigi legfiatalabb orvosként- a Budapesti Orvosi Kamara Etikai Bizottságának tagjává választották. Az Egészségügyi Minisztérium ESZTT Szakmai és Minőségbiztosítási Bizottságának tagja volt (2002-2003). 
Rendszeresen publikál hazai egészségügyi és családi lapokban, illetve a különböző felkéréseknek eleget téve szerepel a médiában.
Plasztikai sebészként több hazai és nemzetközi szépségverseny zsűrielnöke illetve több évben is a Miss Hungary zsűrijének szakmai vezetője. 2018. óta – az akkor nyolc éve tartó folyamatos orvosmissziós munka nyomán kapott megtisztelő felkérésnek eleget téve – a Bangladesi Népi Köztársaság tiszteletbeli konzulja. A 2020 áprilisában megalakult Közép-európai Konzuli Testületek Tanácsának (Council of the Central European Consular Corps) alelnöke.
Neve 2021-ben annak nyomán vált szélesebb körben ismertté, hogy 2019-ben, a bangladesi ikerpár szétválasztó műtétjének dokumentálását végző,  majd később Dr. Patakival ennek okán jogvitába keveredő, elismert filmrendezőnél, Szász Jánosnál februárban rendőrségi házkutatás zajlott, majd a plasztikai sebész által alapított Alapítvány nevében a rendezőt pocskondiázó, lejárató levelét annak kollégái mellett családjának, és egyben kiskorú fiának is elküldte. Az ellentét, illetve az ügy hátterében az állhat, hogy a rendező a két vezető orvos (ti. a plasztikai sebész és az elismert idegsebész szaktekintély, Csókay András) közötti konfliktusos helyzeteket is rögzítette, és feltehetően megjelenítette volna a filmben is. – amit viszont az alapítvány nem akart közszemlére tenni. Pataki szerint az alapítvány és a rendező közötti polgári peres ügy nem állhat a házkutatás mögött, annak más oka van. Szerinte a közte és Csókay doktor közötti konfliktusról is részben Szász tehet. A konfliktus szerinte azért alakult ki, mert a rendező megszegte a közöttük köttetett titoktartást, és az elkészült felvételeket sem adta át az alapítványnak a szerződés szerint.

## Szakmai tevékenység
Számos hazai és külföldi szakmai társasági tagság tagja, többek között a Magyar Plasztikai Helyreállító és Esztétikai Sebész Társaságnak, a Társaság Esztétikai Szekciójának és a Német Plasztikai-, Helyreállító és Esztétikai Társaságnak. Tagjaként tartja számon a Magyar Kézsebész Társaság és a Magyar Égési Egyesület is. Vezetőségi tagja a Semmelweis Egyetem Baráti Körének, alapító tagja az Európai Plasztikai Sebészeti Kutatási Társaságnak (EPSRC). Több neves nemzetközi szakmai folyóiratban publikál (pl. Plastic and Reconstructive Surgery, Surgery Journal). A Cselekvés Alapítvány magyar orvoscsapata által szétválasztott, fejüknél összenőve született bangladesi sziámi ikrek (Rabeya és Rukaya, „Islam twins”) műtétsorozatának fő koordinátora, plasztikai sebészeti teamjének vezetője; a világ egyik legnevesebb sebész-szakmai lapjában, a Surgery c. szakfolyóiratban a fejüknél összenőtt bangladesi sziámi ikrek szétválasztásáról megjelent multidiszciplináris esettanulmány első szerzője. Több világkongresszuson előadó.
Tagja a Semmelweis Egyetem Baráti Köre megválasztott Vezetőségének. 1999 óta tagja a Magyar Kézsebész Társaságnak A plasztikai és égési sebészet valamennyi ágát aktívan műveli. Szakmai profiljába elsősorban esztétikai műtétek, mint mellplasztika (mellnagyobbítás, mellhelyreállítás), hasplasztika és arcplasztika tartoznak, de gyermekeken is végez baleset vagy fejlődési rendellenesség miatt szükséges rekonstrukciós műtéteket – Magyarországon és az első magyar szervezésű plasztikai sebészeti misszió során egyaránt. Az első magyarországi orvos, aki páciensei ajánlására felvételt nyert az amerikai RealSelf.com regisztrált plasztikai sebész szakértői közé. Szakmai hitvallásáról „Plasztikai sebészet: Gyógyítás vagy szépítés?” címmel tartott előadást az M5 Mindenki akadémiája c. műsorában.

## Karitatív tevékenység
1997-től részt vett a Máltai Szeretetszolgálat bajai csoportjának és az Osteuropa Hilfe Szervezet itthoni munkájában. A németországi Csilla von Boeselager Alapítvány Segélyszervezet különmegbízottjaként önkéntes humanitárius munkát végez Magyarországon és határon túli magyarlakta vidékeken egészségügyi, egyházi és szociális intézmények, szegények és nagycsaládosok megsegítésére.
Szervező munkájának köszönhetően adományokkal gyarapodott több kórház és szociális intézmény, így rászorulóknak és nagycsaládosoknak is számos alkalommal jutott szervezésében ruha- és élelmiszeradomány.
Plasztikai sebészként már több hírességet operált, számos alkalommal karitatív jelleggel kezeli pácienseit, például egy szépségversenyen megsérült modellt.
2002-ben alapította meg a Cselekvés a Kiszolgáltatottakért Alapítványt, amely hazai és külföldi tevékenységének köszönhetően közhasznúvá vált. 2010-ben kollégáival az ázsiai Bangladesben hozta létre az első magyar alapítású plasztikai sebészeti missziót, ahol főként rászoruló gyermekeken és nőkön segít rendszeresen helyreállító plasztikai sebészeti műtétekkel. 2017-ben Nigériában alapított missziót az alapítványa. A szervezet célja, hogy ingyenes műtéteket végeznek itthon és külföldön, összehangolják az intézményekben a gyógyítással összefüggő szakmai egyeztetéseket, szakmai oktatást szervezzenek, valamint orvosi műszerek, speciális kórházi bútorok, rehabilitációs eszközök beszerzésében nyújtsanak segítséget.
2006-ban Dr. Klaus Peitgen főorvossal és a düsseldorfi Semmelweis Társasággal ösztöndíjat alapított a Semmelweis Egyetem szigorló orvostanhallgatóinak, amelynek keretein belül az elmúlt 11 évben több mint 140 leendő orvos kaphatott két hónapos intenzív sebészeti és baleseti sebészeti képzést. A Bolyai Műhely Alapítvány felügyelőbizottsági tagja 2013. óta; a műhely a középiskolában és a felsőoktatásban valamilyen területen kiváló eredményt felmutató középiskolások, főiskolások és egyetemisták tehetséggondozására alakult.
2012-ben az International Medical College Dhaka vendégprofesszori kitüntetését kapta humanitárius, tudományos és oktató munkájáért.

## Díjak és elismerések
2012-ben az International Medical College Dhaka vendégprofesszori kitüntetését kapta humanitárius, tudományos és oktató munkájáért.
A Férfiak Klubja független társadalmi szervezet 2019-es III. Gránit Oroszlán Példakép Díj Felelős üzletember példakép kategóriájának győztese.
A Magyar Érdemrend lovagkeresztje kitüntetést 2020. augusztus 18-án vette át a fejüknél összenőtt bangladesi sziámi ikrek világszínvonalú orvostudományi eredményt jelentő szétválasztásáért.